# サーフィンに挑戦
『サーフィンに挑戦』（さーふぃんにちょうせん、原題：Surf-Bored Cat）はトムとジェリーの短編作品の一つ。1967年製作。制作はチャック・ジョーンズ。

## 作品内容
カリブ海の島々。船旅でやってきたトムは島影を船室から望むや否や、サーフボードを抱えて飛びだす。しかし横に抱えて飛び出せば入り口につっかえ、縦に抱えれば同様につっかえ、ようやく船の甲板から下に飛び降りれば、下段に激突し・・・その有様をジェリーは哀れみを持って眺めている。下の甲板から飛び降りれば水槽に落ち、その下に跳び降りてようやく海・・・と思いきや渚の小舟。そこを飛び出して・・・鮫に襲われる。しかし鮫をサーフボードで叩き伏せ、ようやく念願のサーフィンを始める。
しかし鮫が恨みを忘れるはずも無く、トムとジェリーに鮫を交えたドタバタが始まるのであった。

## 登場キャラクター
トム
サーフィンをしようと海へ飛び込もうとするも一度ではうまくいかず、やっと飛び込んだ先には鮫がいて覆いかぶさり・のちにサーフボードで叩いたため鮫の反撃を喰らう。鮫から逃れて突っ込んだ砂浜ではタコにも襲われ、自ら岩に頭をぶつけてタコを撃退。最後はサーフボードを飲み込ませて鮫を撃退して大笑いするも、鮫から吐き出されたサーフボードを自身が飲み込み、逆に鮫に笑われてしまい、最後は自身がジェリーを乗せて（サーフボードを飲み込んだまま）サーフィンをした。
ジェリー
サーフィンをしようとするトムがなかなか海へ飛び込めないのを哀れみを持って眺める。やがて鮫に追われたトムが砂浜へ突っ込んでタコに襲われると、トムにタコを引き離すべく「自ら岩にぶつかる」旨を提案。最後はサーフボードを飲み込んだトムに乗って自身がサーフィンをした。
鮫
自身の真上へ覆いかぶさりサーフボードで叩いてきた反撃として、サーフィンをするトムを追いかける。やがてトムが投げてきたサーフボードを飲み込み、トムに笑われるも、体が縮むような形で吐き出され、トムがサーフボードを飲み込んだのを見ると、今度は逆に自分が大笑いしながら海の彼方へ去っていった。
タコ
鮫に追いかけられ砂浜に突っ込んできたトムの頭に覆いかぶさり、トムが引き離そうとしても吸盤で執拗に貼り付いた。最後はトムが自ら岩場に頭をぶつけたことでようやく去っていく。

## 日本でのテレビ放映
1980年頃、日本テレビ系「木曜スペシャル・おかしなおかしな トムとジェリー 大行進」の枠内で放映され、その後も再放送された。DVDにも収録。